# 공동구매
공동구매(共同購買, group buying, collective buying)는 인터넷의 보급과 발달로 필요로 하는 한가지 상품을 온라인 쇼핑몰 등을 통하여 또다른 구매자들과 함께 공동으로 구매하는 것을 말한다. 한 상품을 많은 고객에게 대량으로 판매 할 수 있어 판매자는 상품의 가격을 본래의 가격보다 저렴하게 판매 한다. 저렴한 가격으로 이용자들은 꾸준히 증가하는 추세이다.
공동구매는 최소한의 구매자가 구매한다는 조건으로 제품과 서비스를 대폭 할인된 가격으로 제공한다. 공동 구매의 기원은 중국에서 유래되었으며, 중국에서는 단체 구매를 뜻하는 퇀거우(중국어: 团购, Tuán Gòu)로 알려져 있다.
최근 온라인쇼핑 시장에는 중국 핀둬둬 등 공동구매 사이트가 등장했다. 일반적으로 이러한 웹사이트에는 정해진 수의 사람들이 제품이나 서비스 구매에 동의할 때 거래가 시작되는 "딜 오브 더 데이" 기능이 있다. 그 뒤 구매자는 바우처를 인쇄하여 소매점에서 할인을 청구한다. 공동 구매 사이트 중 다수는 지역 상인과 거래를 협상하고 더 나은 가격을 대가로 더 많은 고객을 제공하겠다고 약속하는 방식으로 운영된다.

## 역사
2000년에 공동 창립자인 폴 앨런(Paul Allen)은 마이크로소프트의 재정적 지원을 받아 위 커머스(We Commerce)라는 사업 계획을 가지고 메르카타(Mercata)라는 전자 상거래 스타트업을 시작했다. 이 웹사이트는 온라인 쇼핑객에게 고급 전자 상품을 제공했다. 개인 웹 쇼핑객들은 동일한 제품을 구매하기 위해 한꺼번에 가입며, 더 많은 사람들이 구매하기 위해 가입할수록 제품 가격은 하락하는 방식이었다. 그러나 이 웹사이트는 아마존닷컴과 같은 웹사이트와 경쟁할 수 없다는 이유로 2001년에 폐쇄되었다.
최근 공동구매는 온라인에서 다양한 형태로 이루어지고 있지만, 2009년 이전의 공동구매는 일반적으로 도매 시장(특히 중국)을 위한 공산품 그룹화를 의미했다. 현대의 온라인 그룹 구매는 중국에서 발생하는 퇀거우 구매의 변형이다. 퇀거우에서는 품목을 최소 수량 또는 달러 금액으로 구매해야 하며, 그렇지 않으면 판매자가 구매를 허용하지 않는다. 개인은 일반적으로 한 품목을 여러 개 필요로 하지 않거나 대량 구매를 위한 자원이 없기 때문에 그룹 구매를 통해 사람들은 다른 사람들을 초대하여 공동으로 대량 구매하도록 할 수 있다. 이러한 공동 구매는 종종 개별 구매자에게 더 나은 가격을 제공하거나 희소하거나 잘 알려지지 않은 품목을 판매할 수 있도록 보장한다. 과거에는 공동 구매가 인터넷 포럼을 통해 같은 생각을 가진 온라인 쇼핑객에 의해 조직되는 경우가 많았다. 이제 이러한 쇼핑객들은 다른 소비자 내구재 구매를 목적으로 공동 구매 모델을 활용하기 시작했다. 소규모 기업이 취약한 세계 경제 상황에서 예산에 민감한 소비자에게 제품을 홍보할 수 있는 방법을 모색함에 따라 단체 구매 사이트의 수요가 다시 증가하고 있다. 공동구매는 부동산 구입에도 사용된다. 리얼 이스테이트 그룹 바잉(Real Estate Group Buying)은 그룹 부킹스(Group Bookings)와 같은 웹사이트가 다양한 부동산에 대한 그룹 딜을 제공하는 인도에서 매우 인기가 높다.
중국에서는 싱글보드 컴퓨터 등 산업용품을 취급할 때 공동구매가 주로 이뤄졌다. 중국의 공동 구매 사이트는 같은 해 3월 100개에 불과했던 것에 비해 2010년 8월 말 기준 1,215개가 넘는다. 영어 공동 구매 플랫폼도 인기를 얻고 있다. 온라인 단체 구매는 2010년 대만, 싱가포르, 홍콩, 태국, 말레이시아 및 필리핀의 새로운 웹사이트를 통해 아시아의 다른 지역에서 두각을 나타냈다.
구글은 그루폰(Groupon)에 대한 60억 달러 인수 제안이 거부된 후 2011년 구글 오퍼스(Google Offers)라는 자체 딜 오브 더 데이 사이트를 시작했다. 구글은 그루폰 및 경쟁사인 리빙소셜(LivingSocial)과 매우 유사한 기능을 제공한다. 사용자는 미리 설정된 시간 제한이 있는 지역 거래에 대한 이메일을 매일 받는다. 거래가 최소 고객 수에 도달하면 모든 사용자가 거래를 받게 된다. 비즈니스 모델은 동일하게 유지된다. 페이스북의 페이스북 딜(Facebook Deals) 애플리케이션은 2011년 1월 유럽 5개 국가에서 출시되었다. 이 앱은 유사한 공동 구매 모델에서 작동한다.

## 사업 모델
할인 웹사이트 가입자는 할인 혜택의 유혹에 빠지면 온라인으로 결제 세부정보를 입력하고 기다린다. 동일한 제안에 최소 인원이 등록하면 거래가 확정되고 바우처가 받은 편지함으로 전송된다. 이러한 할인 웹사이트와 협력하는 상점, 레스토랑 및 기타 소매업체는 가격을 대폭 인하해야 한다. 그러나 이는 완전히 새로운 고객 그룹에 즉시 접근할 수 있음을 의미한다. 온라인 단체 구매 시장은 전 세계적으로 수백 개의 소규모 업체로 분산되어 있다. 이 모델은 진입 장벽이 거의 없으며 전 세계적으로 쇼핑객과 기업 모두로부터 주목을 받고 있다. 스마트머니(SmartMoney)에 따르면 2010년 8월까지 전 세계적으로 500개 이상의 공동 구매 사이트가 있었으며 그중 일부의 경우 한 도시에만 서비스를 제공하는 지역 사이트가 있었다.

## 같이 보기
- 규모의 경제